# Ed Sullivan
Edward Vincent "Ed" Sullivan (28. september 1901, New York City, USA – 13. oktober 1974 samme sted) var en amerikansk Tv-vært, der var bedst kendt som vært for underholdningsshowet The Ed Sullivan Show, der blev sendt i 23 år fra 1948 til 1971. 

## Tidlig karriere
Sullivan, der havde startet sin karriere som bokser, begyndte sin mediekarriere som sportsjournalist på en avis. Da en kollega forlod avisen, overtog Sullivan dennes teaterklumme for The New York Graphic og senere for The New York Daily News. Hans klumme 'Little Old New York' omhandlede shows på Broadway og diverse sladder som sin forgængers klumme. Sullivan optrådte ligeledes i radioen. Sullivan tog yderligere et medie i brug, da han i 1933 skrev og spillede hovedrollen i filmen Mr. Broadway, hvor han portrætterede sig selv guide publikum rundt i New Yorks natteliv for at møde entertainere og berømtheder. Sullivan åbnede tillige natklubben "El Morocco" i New York og fortsatte med at skrive for The New York Daily News gennem resten af sin tv-karriere.

## The Ed Sullivan Show
I 1948 antog tv-netværket CBS Sullivan til at medvirke i et ugentligt Tv-show Toast of the Town, der siden blev til The Ed Sullivan Show. Med debut i juni 1948 blev showet sendt fra CBS Studio 50 på Broadway i New York, der i 1967 blev omdøbt til "Ed Sullivan Theater", der i 1993-2015 husede The Late Show with David Letterman. Showet blev sendt hver søndag aften. 
Sullivan selv var ikke den store skuespiller; han optrådte ofte akavet foran kameraet og var ofte genstand for karikatur og satire af komikere, der kaldte ham "Gamle stenansigt" ("Old Stone Face") som følge af sin monotone optræden. På trods heraf passede Sullivan fint i showet; for publikum fremstod han som en almindelig fyr, der bragte de store optrædener i show business til seernes fjernsyn. Han havde et instinkt for at vide, hvad publikum ønskede og tilrettelagde showet med en bemærkelsesværdig balance med noget for enhver smag. Et typisk show kunne indeholde gøglere (akrobater, jonglører, tryllekunstnere etc.), et par populære komikere, en sangstjerne, en jukebox favorit, en skuespiller fra det seriøse teater, og for børn dukketeater. Showet havde et internationalt præg med mange europæiske gæster blandt de amerikanske artister. I modsætning til mange andre shows på den tid optrådte de fleste kunstnere i showet live og således ikke med play-back. 
Sullivan var i 1950'erne og 1960'erne en respekteret skaber af stjerner som følge af det antal af artister, der blev velkendte navne efter at have optrådt i The Ed Sullivan Show. Han havde en evne til at identificere og formidle talenter, og betalte endvidere betydelige summer for at sikre sig talenterne i sit show. 
Sullivan værdsatte afroamerikanske talenter og artister, og modstod pres for at udelukke afroamerikanere fra sit show. En række af Motowns artister, herunder The Supremes, Martha and the Vandellas og Jackson 5 optrådte i The Ed Sullivan Show i starten af deres karriere. 
I august 1956 kom Sullivan til skade i en bilulykke, og han kunne derfor ikke deltage i showet den 8. september 1956 med Elvis Presley, der i stedet blev præsenteret af Charles Laughton. Sullivan var ærgerlig over ikke selv af have været vært ved Elvis' første tv-optræden, og var fast besluttet på selv at stå for den næste store sensation. Han opnåede dette den 9. februar 1964 med den første amerikanske liveoptræden med The Beatles, der med mere end 73 millioner seere blev det indtil da mest sete amerikanske tv-program nogensinde. Showet er i dag fortsat et af de meste sete. The Beatles optrådte yderligere tre gange på The Ed Sullivan Show, og Sullivans betydning for Beatles' karriere i USA blev understreget af, at Ed Sullivan introducerede bandet på den berømte Beatles-koncert på Shea Stadium den 15. august 1965.
I 1971 havde The Ed Sullivan Show mistet seere, og programmet var ikke længere blandt de 20 mest sete. En ny ledelse i CBS ønskede at tiltrække yngre seere, hvorfor The Ed Sullivan Show og en række andre ældre programmet blev lukket. Sullivan var så oprørt over beslutningen, at han nægtede at deltage i det, der skulle have været det sidste show. Han optrådte dog senere i en række specialshows på CBS og i et 25-års jubilæumsshow i 1973.

## Politik
Ed Sullivan var præget af stemningen i 1950'erne under den kolde krig, og Sullivan arbejdede tæt sammen med Theodore Kirkpatrick, der udgav det anti-kommunistiske nyhedsbrev Counterattack. Sullivan lod Kirkpatrick kontrollere, om potentielle gæster i programmet "havde noget de skulle forklare". Den 21. juni 1950 skrev Sullivan i sin klumme i New York Daily News at "Kirkpatrick har flere gange siddet i min dagligstue og indgående lyttet til de optrædende for at sikre, om de var loyale" Jerome Robbins beskrev i sin biografi American Experience, hvorledes han han blev tvunget til at vidne for komiteen House Un-American Activities Committee, hvor han angav 8 personer med angivelige kommunistiske sympatier, og udsatte sig selv for vanære blandt sine kolleger, fordi Sullivan havde truet med at offentliggøre Robbins' homoseksualitet

## Død
Kun et år efter sin sidste optræden døde Ed Sullivan af spiserørskræft den 13. oktober 1974 i en alder af 73 år. Sullivan døde på  New Yorks Lenox Hill Hospital, tilfældigvis på en søndag aften. Hans begravelse i St. Patrick's Cathedral i New York tiltrak 3.000 mennesker på en kold regnvejrsdag. Han blev begravet i en krypt på Ferncliff Cemetery i Hartsdale, New York. 
Ed Sullivan har en stjerne på Hollywood Walk of Fame ud for 6101 Hollywood Boulevard.